# Coccidiphaga nitidula
Coccidiphaga nitidula är en fjärilsart som beskrevs av Franz Dannehl 1933. Coccidiphaga nitidula ingår i släktet Coccidiphaga och familjen nattflyn. Inga underarter finns listade i Catalogue of Life.